# Jon Whiteley
Jon Whiteley (* 19. Februar 1945 in Monymusk, Aberdeenshire, Schottland; † 19. Mai 2020) war ein schottischer Kunsthistoriker und Kinderdarsteller.

## Leben
Jon Whiteley wurde 1945 als Sohn eines Grundschuldirektors in Monymusk geboren. Schon früh stand er im Schultheater auf der Bühne und machte so unter anderem 1951 Julian Wintle auf sich aufmerksam, den Filmproduzenten von Ein Kind war Zeuge, der ihm in diesem Streifen sein Filmdebüt verschaffte.
Obwohl Whiteleys Eltern streng waren und ihren Sohn zunächst nur einmal als Schauspieler vor der Kamera sehen wollten, erlaubten sie dem Jungen die Teilnahme an weiteren Filmproduktionen. So kam es, dass Whiteley 1953 in Besiegter Haß vor der Kamera stehen durfte und 1955 mit dem Juvenile Award, einer Auszeichnung, die mit dem Oscar gleichzusetzen ist, ausgezeichnet wurde. In dem Film waren Whiteley und Vincent Winter, der gleichfalls mit dem Juvenile Award ausgezeichnet wurde, als ein verwaistes Geschwisterpaar zu sehen, die ein Findelkind entdecken und sich um dieses kümmern. Whiteley stand bis 1956 für fünf Kinofilme vor der Kamera, unter anderem für Fritz Langs Historienabenteuer Das Schloß im Schatten. Danach spielte er noch Gastrollen in zwei Fernsehserien, verließ aber schließlich die Schauspielerei und konzentrierte sich ganz auf seine Schulausbildung.
Er besuchte die Universität Oxford, wo er Kunstgeschichte studierte und 1972 mit der Arbeit „The Revival in Painting of Themes Inspired by Antiquity in Mid-nineteenth Century France“ promoviert wurde. Er arbeitete insgesamt 38 Jahre als Kurator und Lehrer am Ashmolean Museum in Oxford, er war außerdem Fellow des St Cross College in Oxford. Whiteley war mit der Kunsthistorikerin Linda Whiteley verheiratet, das Paar hat zwei Kinder. Im Jahr 2009 wurde er mit dem französischen Ordre des Arts et des Lettres ausgezeichnet.

## Filmografie
- 1952: Ein Kind war Zeuge (Hunted) – Regie: Charles Crichton
- 1953: Besiegter Haß (The Kidnappers) – Regie: Philip Leacock
- 1955: Das Schloß im Schatten (Moonfleet) – Regie: Fritz Lang
- 1956: Im Schatten der Angst (The Weapon) – Regie: Val Guest
- 1956: Der spanische Gärtner (The Spanish Gardener) – Regie: Philip Leacock
- 1957: Die Abenteuer von Robin Hood (The Adventures of Robin Hood; Fernsehserie, eine Folge)
- 1966: Jericho (Fernsehserie, eine Folge)